# Liška šedá (houba)
Liška šedá (Cantharellus cinereus (Pers.) Fr. 1821, synonymum: Craterellus cinereus (Pers.) Pers. 1825), též liška popelavá, je vzácná jedlá stopkovýtrusná houba z čeledi liškovitých (Cantharellaceae).

## Popis

### Makroskopický

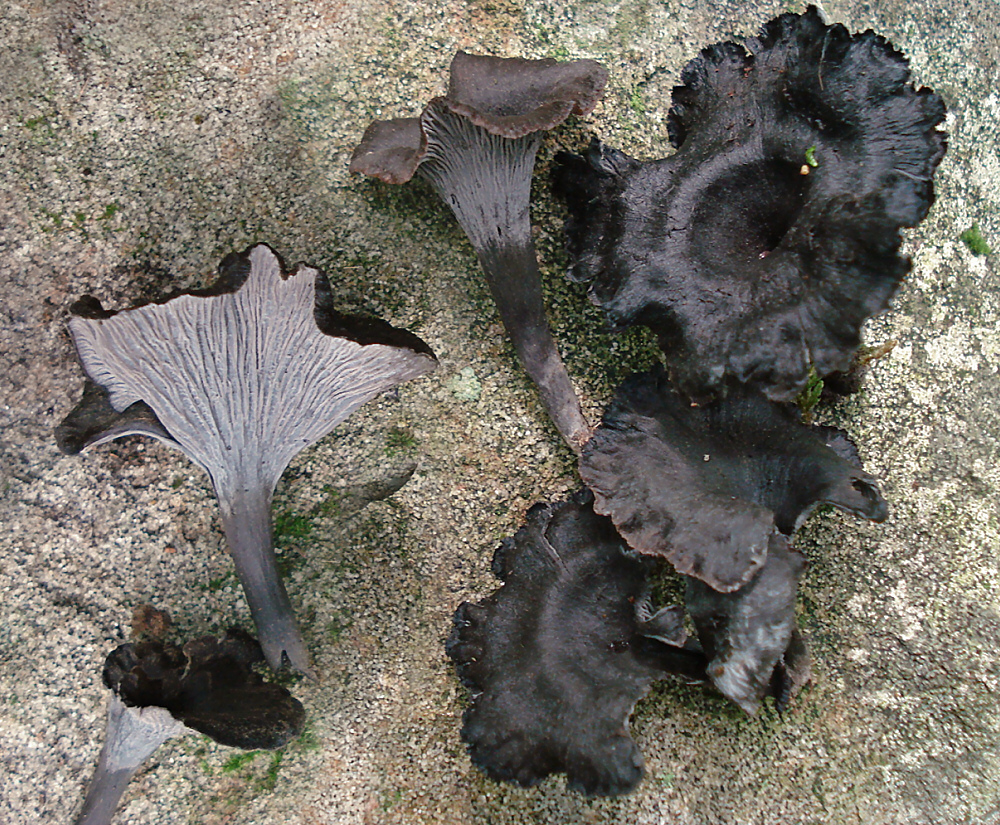
Liška šedá (Craterellus cinereus)

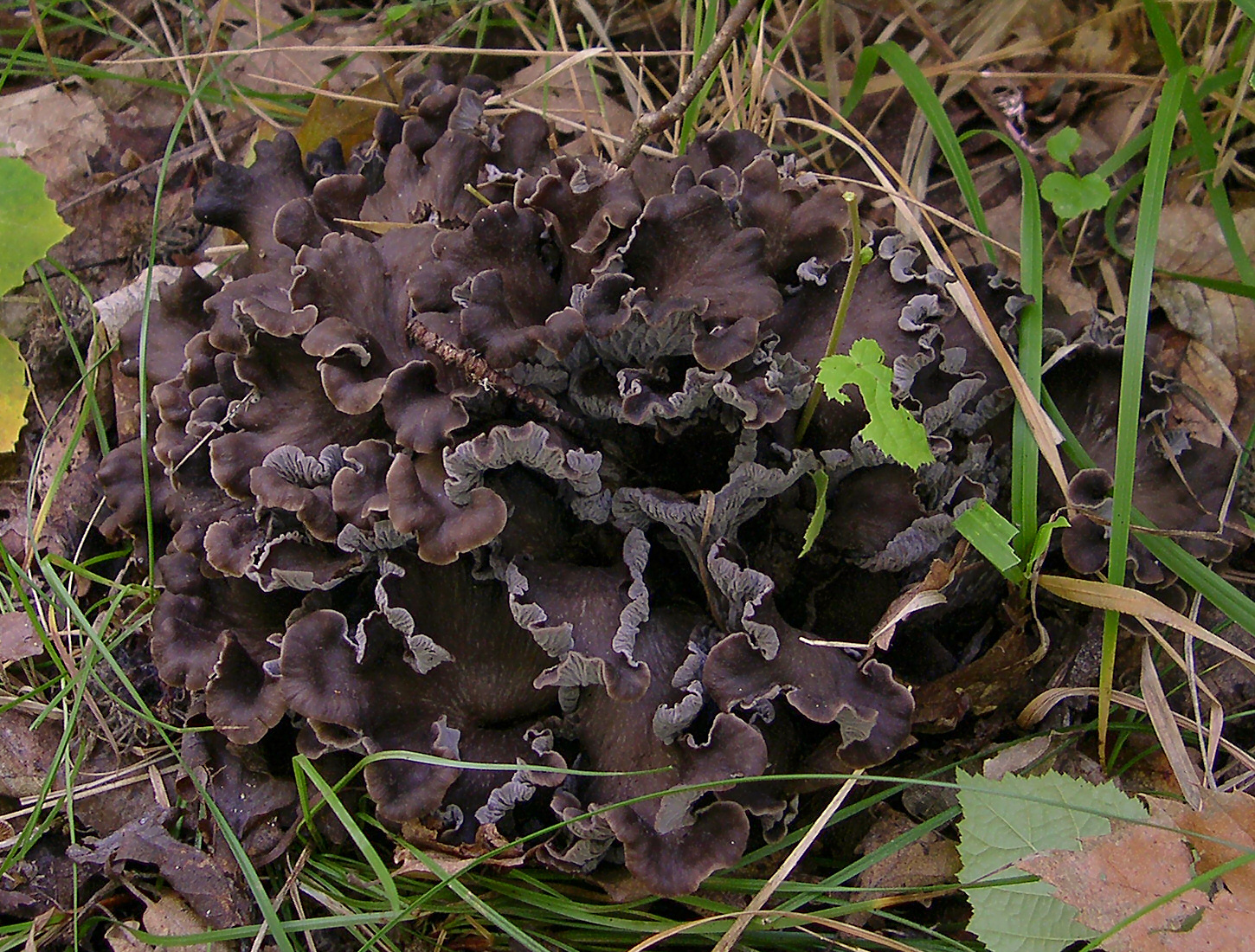
Trs plodnic lišky šedé

Plodnice je vysoká asi 3–10 cm, relativně tenké dužniny, rozdělená na klobouk a třeň.
Klobouk je hluboce nálevkovitý, víceméně okrouhlého tvaru; v průměru je široký 1–6 cm. Jeho tenké okraje bývají výrazně zkroucené, ve stáří i roztřepené. Zatímco okraje klobouku jsou víceméně ploché nebo se mírně obracejí dolů, ve středu je hluboká nálevkovitá prohlubeň. Svrchní stran klobouku je tmavé, šedočerné nebo hnědočerné barvy. Na spodní straně klobouku se nachází hymenofor, nesoucí výtrusné rouško, tvořený poměrně řídkými, mírně větvenými žilnatými lištami, které sbíhají hluboko na třeň. Tato část plodnice je světlejší, barvy světle šedého popela.
Třeň je dutý, tmavý, zbarvený stejně jako svrchní strana klobouku. Má nepravidelný průměr, často bývá trochu zkroucený, na povrchu pokryt širokým podélným rýhováním, pokračujícím od lišt, které na něj sbíhají z klobouku.
Dužnina je tenká, tmavá, příjemné, nenápadné vůně a chuti.

### Mikroskopický
Výtrusy, rostoucí po 4 až 6 na bazidiích, jsou bezbarvé, elipsoidní, o rozměrech 8–10 × 5–7 μm. Výtrusný prach má nažloutlou barvu.

## Výskyt
Tento druh se vykytuje vzácně, v listnatých a smíšených lesích pod buky i jinými listnáči, s nimiž vytváří mykorrhizu. Plodnice se vyskytují v létě a na podzim. Obyčejně vyrůstají ve skupinách či bohatých trsech.

### Rozšíření
Liška šedá roste ve střední, severní a západní Evropě, jakož i v Severní Americe.

## Použití
Je to jedlá houba, avšak pro její řídký výskyt nejde o často sbíraný druh.

## Podobné druhy
Několik, vesměs blízce příbuzných a rovněž jedlých druhů se lišce šedé poněkud podobá:
- Stroček kadeřavý (Pseudocraterellus undulatus) je tvarem i zbarvením značně podobný. Liší se především hymenoforem, který je u stročku kadeřavého pouze vrásčitý, nikoli vidličnatě lištnatý. Též třeň a klobouk bývá někdy zbarven spíše do hněda či žlutohněda. Jde o jedlý druh rostoucí na podobných stanovištích.
- Stroček trubkovitý (Craterellus cornucopioides) je podobně šedočerně zbarven, tvarově také na první pohled podobný, není ale rozdělen na klobouk a třeň – plodnice je celá nálevkovitého, trubkovitého tvaru s ohrnutým horním okrajem, tvořená jen tenkou dužninou. Též zřetelný lištnatný hymenofor chybí. Je to chutný jedlý, široce ke sběru vyhledávaný druh, rostoucí rovněž na podobných stanovištích, avšak mnohem hojněji.
- Liška nálevkovitá (Cantharellus tubaeformis) je velmi podobná, ale odlišně zbarvená: svrchní strana klobouku je hnědavá, třeň je žlutý. Je hojná v jehličnatých i listnatých lesích a je jedlá.
- Liškovec spáleništní (Faerberia carbonaria) je na rozdíl od výše uvedených druhů nepříbuzný a nejedlý druh. Liší se například světlejším a nikoliv dutým třeněm, světlou tuhou dužninou a charakteristickým růstem na starších spáleništích.